# Dupetor flavicollis
El avetorillo negro o mirasol negro (Dupetor flavicollis) es una especie de ave pelecaniforme de la familia Ardeidae propia del sur de Asia y Australasia.

## Subespecies
Se reconocen tres subespecies:
- Dupetor flavicollis australis (Lesson, 1831), las Molucas, Nueva Guinea y el archipiélago de Bismarck al norte de Australia.
- Dupetor flavicollis flavicollis (Latham, 1790), la India y sureste de Asia a Indonesia y Filipinas.
- Dupetor flavicollis woodfordi (Ogilvie-Grant, 1888), las Islas Salomón.

## Descripción
Es una especie relativamente grande, mide unos 58 cm de longitud, siendo por cierto margen el avetoro más grande en el género Ixobrychus. Comparado con las especies relacionadas, tiene el cuello alargado y largo pico amarillo. Los adultos son uniformemente negros por encima, con los lados del cuello de color amarillo. Es de color blanquecino por debajo, fuertemente manchado de color marrón. Los juveniles son como los adultos, pero de color marrón oscuro en lugar de negro.

## Distribución y hábitat
Se reproduce en las zonas tropicales de Asia, desde Bangladés, Pakistán, India y Sri Lanka al este de China, Indonesia y Australia. Es principalmente residente, pero algunas aves del norte migran distancias cortas. Su hábitat de reproducción son los cañaverales. Anidan en las plataformas de totora en arbustos, o, a veces en los árboles. Se alimentan de insectos, peces y anfibios.